# Reichsgau Salzburg

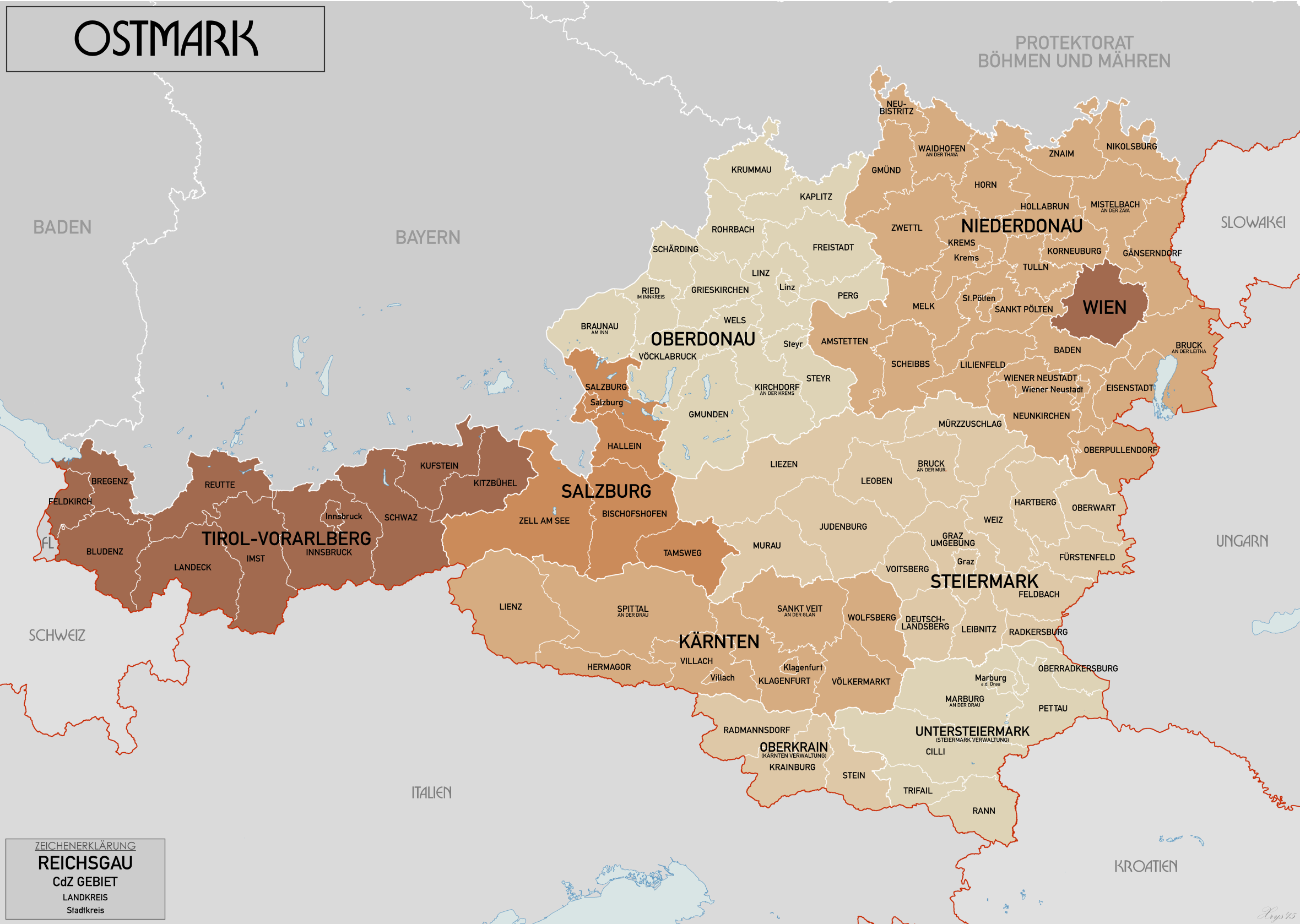
Ostmark 1941: Reichsgaue, Land- und Stadtkreise

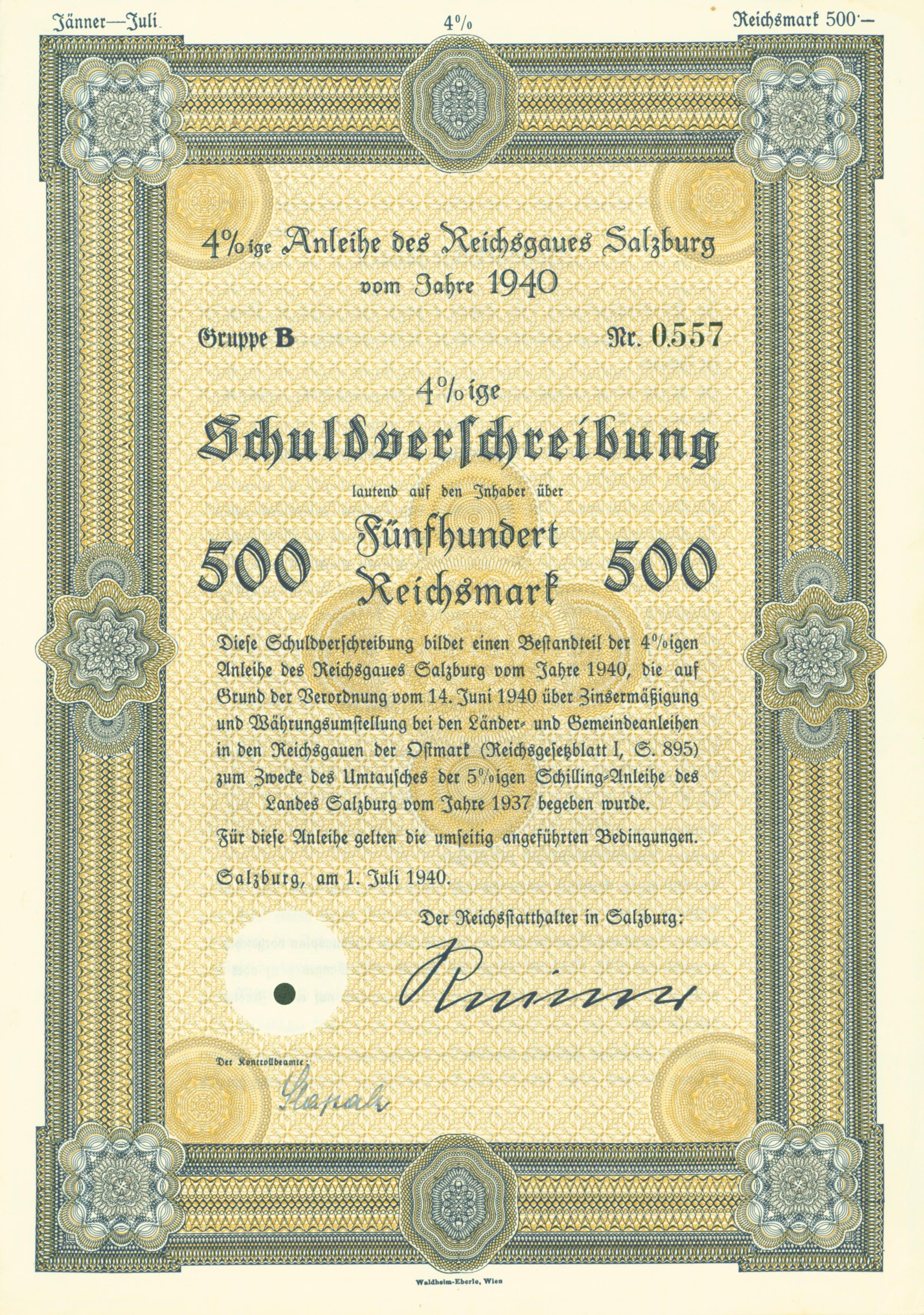
Anleihe über 500 RM des Reichsgaues Salzburg vom 1. Juli 1940 mit Faksimileunterschrift des Reichsstatthalters Friedrich Rainer

Der Reichsgau Salzburg war einer von sieben Reichsgauen des Deutschen Reichs im 1938 angeschlossenen Österreich. Der Reichsgau existierte nach dem Ostmarkgesetz von 1939 bis 1945. Von 1939 bis 1942 wurden die sieben Reichsgaue im ehemaligen Österreich als Ostmark, ab 1942 als Alpen- und Donau-Reichsgaue bezeichnet, um jeglichen Bezug zum früheren Österreich zu beseitigen.

## Geschichte
Seit 1925 wurden in der Republik Österreich wie im Deutschen Reich Gaue der NSDAP gegründet. Wegen des Parteiverbots 1933 waren diese Einrichtungen bis 1938 illegal. In dieser Zeit war in Salzburg Anton Wintersteiger führend.
Im Parteigau war von 1938 bis 1941 Friedrich Rainer und ab 1941 bis Kriegsende Gustav Adolf Scheel Gauleiter und in Personalunion Reichsstatthalter auf der staatlichen Ebene. Stellvertreter war Anton Wintersteiger. Der Landeshauptmann bis 1938 Franz Rehrl kam in Haft.
Die Nationalsozialisten fanden mit dem Einmarsch am 12. März 1938 in Salzburg breite Zustimmung. Am 30. April 1938 fand auf dem Salzburger Residenzplatz eine Bücherverbrennung statt, die der SS-Mann, Lehrer und Schriftsteller Karl Springenschmid inszeniert hatte. Mit dem Gesetz über den Aufbau der Verwaltung in der Ostmark wurde am 1. Mai 1939 der Reichsgau Salzburg gegründet, der bis 1945 existierte. Im Kulturbereich übernahm Joseph Goebbels die Neuausrichtung der Salzburger Festspiele.

## Verwaltungseinheiten
Die Verwaltungseinheiten des Gaues waren:
- Stadt- und Landkreis Salzburg
- Landkreis Bischofshofen
- Landkreis Hallein
- Landkreis Tamsweg
- Landkreis Zell am See